# Достижение (Могилёвская область)
Достиже́ние (бел. Дасціжэ́нне) — деревня в составе Хвастовичского сельсовета Глусского района Могилёвской области Республики Беларусь.

## Население
- 1999 год — 81 человек
- 2009 год — 75 человек